# Antonio Echevarría García
Antonio Echevarría García (Tepic, Nayarit; 22 de abril de 1973) es un empresario y político mexicano. Fue el Gobernador de Nayarit desde el 19 de septiembre de 2017 hasta el 18 de septiembre de 2021. Desde el 28 de noviembre del 2023, se desempeña como consejero independiente del Consejo de Administración de la Comisión Federal de Electricidad.

## Biografía
Echevarría García nació el 22 de abril de 1973 en Tepic, capital de Nayarit. Es hijo del exgobernador Antonio Echevarría Domínguez y la diputada federal Martha Elena García. 
Antonio es contador egresado de la Universidad Autónoma de Guadalajara, se ha involucrado en los negocios desde los diecisiete años. Se convirtió en director general de Grupo Álica, un conglomerado diversificado con participaciones en medios, bienes raíces, refrescos y concesionarios de automóviles en 2013.

### Gobernador del Estado de Nayarit
A principios de 2017 Echevarría anunció que se postularía como candidato a gobernador del estado en las elecciones estatales de 2017, siguiendo los pasos de su padre Echevarría Domínguez, quien gobernó el estado entre 1999 y 2005 y fue el primer gobernador de Nayarit en no ser militante Partido Revolucionario Institucional, y su madre, Martha Elena García Gómez, diputada por Nayarit y también candidata a gobernadora por el PAN en 2011. 
Echevarría fue postulado por la coalición «Juntos por Ti» compuesta por el Partido Acción Nacional, el Partido de la Revolución Democrática, el Partido del Trabajo y el Partido de la Revolución Socialista de Nayarit. 
El día de la elección Echevarría, que nunca antes había ocupado algún cargo público, venció al candidato priísta Manuel Cota Jiménez, por más de once puntos porcentuales, según los primeros resultados. En los resultados finales obtuvo el 30.60 % de los votos emitidos.

### Consejero Independiente de la CFE
El 14 de noviembre de 2023, el presidente Andrés Manuel López Obrador ejerció su facultad legal y envió al Senado el nombramiento de Antonio Echevarría García como consejero independiente de la CFE.
Días más tarde, el 28 de noviembre de 2023, el Pleno del Senado ratificó, con 64 votos a favor y 27 en contra, el nombramiento que hizo el Ejecutivo Federal a favor de Antonio Echevarría García, como consejero independiente del Consejo de Administración de la Comisión Federal de Electricidad, para el periodo que comprende desde ese día y hasta el 23 de febrero de 2027.